# فیدرز
فیدرز (انگلیسی: Fideres) یک شرکت مشاوره اقتصادی بین‌المللی است که در بررسی سوء رفتارهای شرکتی و مالی تخصص دارد. تجزیه و تحلیل اقتصادی را برای نهادهای ناظر بر رقابت، شرکت‌های حقوقی و مشتریان آنها، از تحقیقات مقدماتی تا شهادت کارشناسان، فراهم می‌کند. فیدرز به دنبال بحران مالی سال ۲۰۰۸ تأسیس شد.